# Hein Hoeben
Henricus Johannes Geradus Hoeben (Teteringen, 30 oktober 1899 – Berlijn, 28 februari 1942) was een Nederlandse
journalist. Hij was de directeur van het persbureau Katholieke Wereldpost (KWP). Het persbureau was een van de belangrijkste leveranciers van katholiek nieuws uit het Derde Rijk. Vanwege zijn nauwe band met de jezuïet Friedrich Muckermann werd Hoeben in augustus 1940 aangehouden. Hij overleed anderhalf jaar later in gevangenschap.

## Levensloop
Hoeben studeerde aan het gymnasium bij de minderbroeders in Langeweg. Hij ambieerde het priesterschap. Hij werd opgenomen in het noviciaat bij de Paters van het Heilig Hart te Ginneken in de buurt van Breda. Hoeben studeerde daar filosofie, maar moest stoppen wegens een zwakke gezondheid.
Na zijn vertrek bij de priesters ging Hoeben Duits studeren en ging schrijven voor verschillende katholieke bladen en kranten, waaronder De Tijd en De Maasbode. Daarnaast vertaalde hij werken van katholieke auteurs, zoals de Duitser Leo Weismantel en Richard von Kralik, een Oostenrijkse schrijver die rond de eeuwwisseling een christelijk-Germaans cultuurideaal uitdroeg.
Hoeben studeerde verder in het Duitse München. Daar schreef hij een boek over de visionaire kloosterlinge Anna Catharina Emmerich. Hij raakte betrokken betrokken bij het strijdbare katholicisme dat streed tegen het communisme en later het fascisme. Deze stroming wilde dat doen door arbeiders een volwaardig cultureel en sociaal alternatief te bieden. Een van de voormannen van deze beweging was de jezuïet Friedrich Muckermann, met wie Hoeben goed bevriend was.
Hoeben werkte als letterkundig medewerker voor de Kölnische Volkszeitung, voordat hij in 1927 terugkeerde naar Nederland. In Breda begon hij het persbureau Katholieke Wereldpost. Het agentschap profiteerde van het uitgebreide internationale netwerk van Hoeben. Zo werd hij in 1929 benoemd tot secretaris-generaal van de Commission Permanente de l'Union des éditeurs de Journaux Catholique, een organisatie waar een groot aantal gezaghebbende katholieke bladen bij was aangesloten. Hoeben publiceerde onder het pseudoniem Wladimir Zwetow-Dolina een "studiereis"-verslag Brieven uit Sovjet-Rusland (1934).
Na de machtsovername van de nazi's in Duitsland in 1933 groeide de KWP uit tot de belangrijkste verspreider van katholiek nieuws uit het Derde Rijk. Muckermann week in 1934 uit naar Oldenzaal en zette vandaaruit zijn strijd tegen het fascisme voort. Zijn artikelen werden via de KWP verspreid. Het Generalkommisariat für das Sicherheitswesen noemde de KWP een haard van anti-Duitse propaganda en spionage.
Direct na de verovering van Breda in 1940 werd op 10 mei het KWP-kantoor overvallen door een Sonderkommando van het Reichssicherheitshauptamt met een arrestatielijst waarop niet alleen de namen prijkten van Hoeben en Muckermann, maar van alle personen die in nauwe relatie met hen hadden gestaan. Het complete archief van het persbureau – twintig ton aan papierwerk – werd in beslag genomen en afgevoerd naar München en is nooit teruggevonden. Veel personen met wie Muckermann en Hoeben samenwerkten werden gearresteerd. Verschillende van hen moesten dit met hun leven bekopen. 
Hoeben, die tijdens de inval zelf niet aanwezig was, vluchtte de volgende dag met zijn vrouw en kinderen via België naar Frankrijk. Eind juli 1940 keerde hij terug naar Nederland. De precieze reden is nooit duidelijk geworden. Mogelijk had het te maken met de ziekte van een van zijn kinderen of was er de angst dat de nazi's wraak zouden nemen op verwanten van Hoeben. Op 1 augustus gaf Hoeben zichzelf aan. In Kamp Vught en kort daarna de gevangenis in Arnhem ontmoette hij verschillende andere "Mückermanner", waaronder Robert Regout, Lambert Rooyackers, Franz Balhorn en twee kinderen van Joseph Steinhage, met wie Mückermann samen een krant uitgaf.
Vanuit Arnhem werd Hoeben in september 1940 overgebracht naar de Berlijnse gevangenis aan de Alexanderplatz. Na anderhalf jaar eenzame opsluiting overleed hij aan de gevolgen van uitputting. In die periode werd hij enkele malen bezocht door de attaché van het Zweedse agentschap. Hoeben werd begraven op de stedelijke begraafplaats aan de Rummelburgstraat in Berlijn. Op 27 juni 1949 is Hoeben herbegraven op de begraafplaats in Teteringen.

## Persoonlijk
Hoeben was getrouwd met Louise Faerver, met wie hij vijf kinderen kreeg. In zijn geboortedorp Teteringen werd de Dr. Hein Hoebenlaan naar hem vernoemd.